# Bad Buchau
Bad Buchau – miasto uzdrowiskowe w Niemczech, w kraju związkowym Badenia-Wirtembergia, w rejencji Tybinga, w regionie Donau-Iller, w powiecie Biberach, siedziba związku gmin Bad Buchau. Leży w Górnej Szwabii, ok. 15 km na południowy zachód od Biberach an der Riß.
Miasto dzieli się na trzy dzielnice:
- Ottobeurer Hof
- Kappel
- Henauhof